# Vendeuvre (Calvados)
Vendeuvre is een gemeente in het Franse departement Calvados in de regio Normandië en telt 734 inwoners (1999).

## Geschiedenis
De gemeente maakte deel uit van het op 22 maart 2015 opgeheven kanton Morteaux-Coulibœuf. De overige gemeenten van het kanton gingen op in het op die dag gevormde kanton Falaise maar Vendeuvre werd overgeheveld naar het kanton Livarot, dat verder geheel in het arrondissement Lisieux ligt. Vendeuvre maakt deel uit van het arrondissement Caen, ook na de overheveling naar het kanton Livarot.

## Geografie
De oppervlakte van Vendeuvre bedraagt 26,2 km², de bevolkingsdichtheid is 28,0 inwoners per km².
De onderstaande kaart toont de ligging van Vendeuvre (Calvados) met de belangrijkste infrastructuur en aangrenzende gemeenten.

## Demografie
Onderstaande figuur toont het verloop van het inwonertal (bron: INSEE-tellingen).

Vanwege een beveiligingsprobleem met de MediaWiki Graph-software is het momenteel niet mogelijk deze grafiek weer te geven. Zodra de software is bijgewerkt zal de grafiek vanzelf weer zichtbaar worden.
1. ↑  Populations de référence 2022.